# Флоер, Андреас
Андреас Флоер, или Андреас Флёр (нем. Andreas Floer; 23 августа 1956 — 15 мая 1991), — германский математик, внёсший плодотворный вклад в геометрию, топологию и математическую физику, в частности, придумавший гомологии Флоера.

## Биография
Флоер учился в Рурском университете в Бохуме и получил диплом в математике в 1982 году. Затем он поступил в Калифорнийский университет в Беркли и взял в качестве работы на PhD изучение монополей на трёхмерных многообразиях под руководством Клиффорда Таубса; но он не завершил её, поскольку был вынужден проходить обязательную альтернативную службу в Германии. Он получил Ph. D. в Бохуме в 1984 году, под руководством Эдуарда Цендера.
Первым поворотным результатом Флоера было решение специального случая гипотезы Арнольда о неподвижных точках симплектоморфизма. Из-за своей работы над гипотезой Арнольда и его развитие инстантонных гомологий, он получил широкую известность и был приглашён как пленарный докладчик на Международный математический конгресс в Киото в августе 1990 года. Он получил слоановскую стипендию в 1989 году.
В 1988 году он стал доцентом в Калифорнийском университете в Беркли и был представлен к званию профессора математики в 1990 году. С 1990 года он был профессором математики в Рурском университете вплоть до своего самоубийства в 1991 году.

## Цитаты
«Жизнь Андреаса Флоера была трагически прервана, но его математические воззрения и поразительный вклад дали мощные методы, которые применяются к задачам, которые казались очень тяжёлыми ещё несколько лет назад».
Саймон Дональдсон писал: «Концепция гомологий Флоера — одно из самых поразительных продвижений в дифференциальной геометрии за последние 20 лет. … Его идеи привели к прогрессу в областях маломерной топологии и симплектической геометрии и тесно связаны с развитием квантовой теории поля». и «подлинное богатство теории Флоера только начинает исследоваться».
«С момента своего создания Андреасом Флоером в конце 1980-х годов, теория Флоера имела громадное влияние на многие ветви математики включая геометрию, топологию и динамические системы. Развитие новых инструментов теории Флоера продолжается в заметном темпе и лежит в основе недавних прорывов в этих разнообразных областях».

## Избранные публикации
- Floer, Andreas. An instanton-invariant for 3-manifolds. Comm. Math. Phys. 118 (1988), no. 2, 215—240. Project Euclid
- Floer, Andreas. Morse theory for Lagrangian intersections. J. Differential Geom. 28 (1988), no. 3, 513—547.
- Floer, Andreas. Cuplength estimates on Lagrangian intersections. Comm. Pure Appl. Math. 42 (1989), no. 4, 335—356.

## Посмертные публикации
- Hofer, Helmut. Coherent orientation for periodic orbit problems in symplectic geometry (jointly with A. Floer) Math. Zeit. 212, 13-38, 1993.
- Hofer, Helmut. Symplectic homology I: Open sets in C^n (jointly with A. Floer) Math. Zeit. 215, 37-88, 1994.
- Hofer, Helmut. Applications of symplectic homology I (jointly with A. Floer and K. Wysocki) Math. Zeit. 217, 577—606, 1994.
- Hofer, Helmut. Symplectic homology II: A General Construction (jointly with K. Cieliebak and A. Floer) Math. Zeit. 218, 103—122, 1995.
- Hofer, Helmut. Transversality results in the elliptic Morse theory of the action functional (jointly with A. Floer and D. Salamon) Duke Mathematical Journal, Vol. 80 No. 1, 251—292, 1995. Download from H. Hofer’s homepage at NYU
- Hofer, Helmut. Applications of symplectic homology II (jointly with K. Cieliebak, A. Floer and K. Wysocki) Math. Zeit. 223, 27-45, 1996.